# 吳貞度
吳貞度（1628年—1707年），字謹侯，號靜安，直隸常州府宜興縣（今江蘇省宜興市）人。清朝政治人物、畫家。順治乙未進士。

## 生平
順治十一年（1654年）甲午科舉人，順治十二年（1655年）聯捷乙未科進士，改翰林院庶吉士。
有《臨風閣偶存稿》。

## 事迹
吳貞度祖父吳正志曾收藏黄公望名作《富春山居圖》。順治間，畫傳予其叔吳洪裕。吳洪裕临终，決定將手藏智永《千字文》和《富春山居圖》焚毀。吳貞度從火堆搶出「富春山居圖」，但畫卷已被火燒成大小兩段，原卷首小段經修補後，稱《剩山圖》，後段畫幅較長，稱《無用師卷》。